# Полонский, Валентин Михайлович
Валенти́н Миха́йлович Поло́нский (род. 16 октября 1938, Москва, СССР) — советский и российский учёный в области педагогических наук, доктор педагогических наук (1990), профессор (2004), член-корреспондент Российской академии образования (РАО) (1996), академик Академии образовательных наук Грузии (2004).
В. М. Полонский, совместно с академиком В. В. Краевским, является основоположником научной школы «Методология педагогики», оказавшей значительное влияние на развитие современной педагогики, решение фундаментальных проблем оценки качества научно-педагогических исследований, описания результатов исследований, разработки понятийно-терминологического аппарата науки.

## Биография
В школьные годы посещал Кружок юных биологов зоопарка (КЮБЗ).
- 1964 — окончил биолого-химический факультет Московского государственного заочного педагогического института.
- 1964—1967 — учитель биологии и химии Московской средней общеобразовательной физико-математической школы № 2 (лицей «Вторая школа»).
- 1967—1970 — аспирантура Факультета психологии МГУ имени М. В. Ломоносова.
- 1970 — кандидатская диссертация по теме: «Дидактические вопросы оценки системы знаний». Научный руководитель — В. Л. Беспалько, доктор педагогических наук (1970), профессор (1973), действительный член РАО (1992; Отделение общего среднего образования).
- 1970 — младший научный сотрудник Института теории и истории педагогики.
- 1977—1990 — старший научный сотрудник.
- 1989 — докторская диссертация по теме: «Критерии и методы оценки качества научно-педагогических исследований».
- 1990 — присвоена степень доктора педагогических наук.
- 1990—1992 — ведущий научный сотрудник.
- 1995—2004 — заведующий отделом философии образования и методологии педагогики.
- С 1996 — член-корреспондент РАО.
- 2004 — утверждён в звании профессора.
- 2005—2015 — главный научный сотрудник.
- с 2015 — главный научный сотрудник ФГБНУ «Институт стратегии развития образования РАО».

В настоящее время также член совета по защите диссертаций на соискание учёной степени доктора педагогических наук ФГБНУ «Институт стратегии развития образования РАО», член диссертационного совета 501.001.11 по защите докторских и кандидатских диссертаций Факультета психологии МГУ, член Бюро Отделения философии образования и теоретической педагогики РАО, эксперт РГНФ и РНФ, член редколлегии журналов «Отечественная и зарубежная педагогика» и «Асимметрия».

## Сфера научных интересов[3]
- Методология педагогической науки: классификация исследований, типология педагогических исследований, критерии и методы оценки качества научно-педагогических исследований, способы представления результатов научно-педагогических исследований.
- Понятийно-терминологический аппарат педагогики, стандартизация в образовании и педагогике.
- Научно-педагогическая информация (НПИ): информационные потребности пользователей НПИ, разработка рубрикаторов, словарей нормализованной лексики и тезауруса по основным областям педагогики и образования.
- Вопросы проверки и оценки системы знаний.
- Биологическое и социальное в обучении и воспитании человека.

## Научная деятельность[3]
В. М. Полонским разработаны:
- Концепция дифференцированной оценки качества научно-педагогических исследований.
- Критерии оценки качества и эффективности для фундаментальных и прикладных исследований, позволяющие оценивать результаты работ с помощью общенаучных, типовых (логико-семантических) и конкретно-научных (отраслевых педагогических) критериев.
- Фасетная классификация научно-педагогических исследований, в основу которой положен фасетный метод — деление объектов на независимые классификационные группировки, характеризующие специфику педагогических исследований.
- Типовые и конкретно-научные критерии оценки новизны, актуальности, теоретической и практической значимости результатов исследования.
- Требования и уровни для описания новизны (конкретизации, дополнения, преобразования) и практической значимости работ.
- Методы определения новизны результатов научно-педагогических исследований (антиципации, эталонного сравнения, информационный метод).
- Объектно-компонентный метод описания результатов научно-педагогических исследований и его компоненты (объектный, преобразующий, конкретизирующий), что позволяет анализировать и описывать итоги исследований с единых методологических позиций.
- Принципы систематизации и упорядочения понятийно-терминологического аппарата педагогики для формирования соответствующих видов педагогики, квалифицируемых на основе одного признака, а также для квалификации последовательности процедур контроля на основании нескольких признаков.
- Вероятностный и синтезированный методы оценки системы знаний, методика определения диагностического веса контрольных вопросов, что позволяет проверять и оценивать учебный курс с помощью минимума вопросов.
- Стандарты и другие нормативные документы в области научно-педагогической информации (рубрикаторы, тезаурус, словари нормализованной лексики, понятийно-терминологические словари по различным областям педагогики). Документы входят в Государственную автоматизированную систему научно-технической информации (ГАСНТИ), применяются в информационных центрах и библиотеках России для индексирования, поиска и систематизации научно-педагогической информации, создания проблемно-ориентированных банков и баз данных в отрасли.
- 25 продуктов интеллектуальной собственности, зарегистрированных в государственной системе научно-технической информации (словари, рубрикаторы, тезаурусы и др.), которые выполняют методологические функции, задают координаты педагогической науки и её отдельных областей и предназначены для индексирования и поиска документов в банках и базах данных, сети Интернет, обмена данными в пределах России и за рубежом.

Результаты научных исследований В. М. Полонского вошли в требования к диссертациям по педагогическим наукам Высшей аттестационной комиссии Российской Федерации (ВАК) и рекомендованы для преподавателей педагогических дисциплин в вузах и университетах. Кроме того, В. М. Полонский — организатор и руководитель действующих методологических семинаров.
Под руководством В. М. Полонского защищено 6 кандидатских и одна докторская диссертация.

## Награды
Награждён медалями «Ветеран Труда» (1985), «В память 850-летия Москвы» (1997), им. К. Д. Ушинского (Министерства образования РФ) (2001), золотой медалью «За достижения в науке» Российской академии образования (2008), грамотами Министерства образования и науки РФ (2003), Российского гуманитарного научного фонда (2014) и другими.

## Публикации
В. М. Полонский — автор 270 научных работ, в том числе 20 книг, монографий и словарей. По вопросам методологии педагогики опубликовано более 70 статей в журналах реестра ВАК, в том числе 28 статей в журнале «Советская педагогика», «Педагогика» (1972—2019), статьи в Российской педагогической энциклопедии и другие. 25 работ ученого опубликованы (переведены) в США, Германии, Китае, Болгарии, Чехии, Монголии, Венгрии, Армении, Грузии и Литве. Под научной редакцией В. М. Полонского изданы сборники и комплекс учебных пособий по методологии педагогики.
Основные публикации:
- Опыт применения тестов для диагностики и оценки знаний учащихся по биологии и химии в средней школе // Теория поэтапного формирования умственных действий и управление процессом учения. Доклады научной конференции / Московский государственный университет имени М. В. Ломоносова, Факультет психологии, Кафедра педагогики и педагогической психологии, Лаборатория программированного обучения. — М.: МГУ. 1967.- С.154-159.
- Социальное и биологическое в воспитании и развитии человека (По страницам журнала «Вопросы философии» // Сов. педагогика. — 1972. — № 5. — С. 139—144.
- Классификация педагогических исследований // Сов. педагогика. — 1979. — № 3. — С. 78-82.
- Методы определения новизны результатов педагогических исследований // Сов. педагогика. — 1981. — № 1. — С.64-70.
- Критерии качества и эффективности завершенных научно-педагогических исследований // Сов. педагогика. — 1982. — № 9. — С. 65-70.
- Скаткин М. Н., Грибов В. С., Полонский В. М. Опыт применения критериев для оценки качества и эффективности педагогических исследований // Сов. педагогика. — 1982. — № 9. — С. 65-70.
- Педагогические исследования: эффективность, качество, организация // Сов. педагогика. — 1983. — № 7. — С. 49-54.
- Оценка знаний школьников. — М.: Знание, 1981. — № 4. — 96 с. Пер. на армянский язык. -Луйс. — 1983. — 95 с.
- Педагогические исследования и практика // Сов. педагогика. — 1984. — № 5. — С. 8-13.
- Объекты стандартизации в педагогике и народном образовании // Сов. педагогика. — 1985. — № 7. — С. 52-56.
- Оценка качества научно-педагогических исследований. — М.: Педагогика, 1987. — 144 с.
- Критерии теоретической и практической значимости исследований // Сов. педагогика. — 1988. — № 11. — С. 48-54.
- Новизна результатов исследования // Сов. педагогика. — 1991. — № 5. — С. 60-64.
- Научно-педагогическая информация [Текст]: Слов.-справ.: Учителю, директору, клас. воспитателю, методисту, науч. сотруднику, студенту и аспиранту / В. М. Полонский.- М.: Новая шк., 1995. — 254 c.
- Словарь понятий и терминов по законодательству Российской Федерации об образовании [Текст] / В. М. Полонский. — М.: Мирос, 1995. — 78 с.
- Народное образование. Педагогика [Текст]: Рубрикатор / В. М. Полонский; Рос.акад. образования, Ин-т теории образования и педагогики.- М.: Наука, 1998. — 150 с.
- Проблема доступа к научно-педагогической информации в России. // Педагогика. — № 6. — С. 28-34.
- Структура результата научно-педагогических исследований // Педагогика. — 1998. — № 7. — С. 26-31.
- Понятийно-терминологический аппарат педагогики. // Педагогика. — 1999. — № 8. — С.16-24.
- Словарь понятий и терминов по образованию и педагогике [Текст]: Преподавателю, руководителю образовательных учреждений, студенту и аспиранту / В. М. Полонский.- М.: Мирос, 2000. — 368 с.
- Тезаурус информационно-поисковый по народному образованию и педагогике [Текст] / В. М. Полонский; Рос.акад. образования, Ин-т теории образования и педагогики, Центр общ. и нормативной методологии, Акад. повышения квалификации и переподгот. работников образования.- М.: Academia: АПК и ПРО, 2000. — 343 с.
- Краевский В. В., Полонский В. М. Методология для педагога: теория и практика. Учеб.пособие. — Москва: Пед общество России. — 2001. — 271 с.
- Словарь по образованию и педагогике [Текст]: Преподавателю, руководителю образовательных учреждений, студенту и аспиранту / В. М. Полонский. — М.: Высш. шк., 2004. — 512 с.
- Образовательные ресурсы в сети Интернет: методическое пособие. М.: 2005. — 64 с.
- Общеобразовательная школа. Педагогика общеобразовательной школы [Текст]: рубрикатор / В. М. Полонский; Департамент образования г. Москвы, Информ.-аналит. центр.- М.: Известия, 2006. — 335 с.
- Русско-китайский лексикон по образованию и педагогике [Текст] / В. М. Полонский, Цюй Чэн Чжан Наньсинь, Цзян Сяоянь, Чжу Сяомань. — Пекин: 2007. — 436 с.
- Педагогика: учебник для студентов педагогических вузов и педагогических колледжей / Под ред. П. И. Пидкасистого. — М.: Педагогическое общество России, 2008. — 576 с. — Гл. 12. — С. 369—389; гл. 13. — С. 394—415, сов. П. И. Пидкасистый.
- Словарь дидактических терминов [Текст] / В. М. Полонский; Министерство здравоохранения и социального развития РФ, Московский государственный медико-стоматологический университет.- М., 2011. — 70 с.
- Терминологические игры и их последствия // Педагогика. — 2012. — № 10. — С.111-116.
- Чем больше, тем лучше? К оценке результатов научной деятельности. [Текст] / В. М. Полонский // Педагогика. — 2014. — № 2. — С. 35-39. Библиогр. 39.
- Методология педагогики. Научная школа В. В. Краевского — В. М. Полонского // Институт теории и истории педагогики: 1944—2014 / под общ. ред. д-ра филос. наук, проф. С. В. Ивановой. — М.: ФГНУ ИТИП РАО, 2014. — С. 251—259.
- Биологическое и социальное в развитии и формировании человека // Материалы Всероссийской научной конференции с международным участием. Фундаментальные проблемы нейронаук: функциональная асимметрия, нейропластичность и нейродегенерация. Научный центр неврологии РАМН (18-19 декабря 2014 года). — М., 2014. — С. 743—748.
- Большой тематический словарь по образованию и педагогике. М.: Народное образование, 2017. — 840 с.
- Оценка достижений школьников: методическое пособие /В.М. Полонский. М.: Вентана-Граф, 2018. — 96 с.
- Оценка качества научно-педагогических исследований. : учеб. пособие / В.М. Полонский. - 2 -е изд. перераб. и доп. — М.: ИНФРА-М., 2019. — 220 с.